# Glenn Medeiros
Pour les articles homonymes, voir Medeiros.
Glenn Medeiros, né le 24 juin 1970 à Lihue (Hawaï), est un auteur-compositeur-interprète américain. Il se fait connaître grâce aux chansons Nothing's Gonna Change My Love for You (1988) et Un Roman d'amitié (Friend You Give Me a Reason), la même année, en duo avec Elsa.

## Biographie

### Jeunesse et formations
Glenn Alan Medeiros naît à Lihue, sur l'île de Kauai (Hawaï), et grandit à Lawai (en). Il est originaire du Portugal.
Il y assiste aux cours de Leeward Community College (en), avant d'être transféré à l'University of Hawaiʻi – West Oʻahu (en), où il obtient son diplôme. En 2003, il est diplômé à l'université de Phoenix.

### Carrière
À la suite d'un concours organisé par une station de radio locale en quête de nouveaux talents, Glenn Medeiros signe son premier contrat avec une maison de disques et, en 1988, interprète le titre Nothing's Gonna Change My Love for You, une reprise d'un titre de George Benson. Le succès est au rendez-vous et le titre se retrouve numéro 1 des charts en France (huit semaines) et au Royaume-Uni, ce qui marquera fortement les années 1980.
Dans la même année, sur le plateau de Sacrée Soirée, il rencontre Elsa avec qui il chantera en duo la chanson intitulée Un Roman d'amitié (Friend You Give Me a Reason). Ce tube caracole en tête des ventes de singles durant six semaines à la fin de l'été 1988 en France.
En 1989, il décroche un rôle dans le film Karaté Kid 3 de John G. Avildsen. Le 18 mars 1989, il participe notamment à l'émission Jackie Show où il interprètera Never Get Enough of You.
En 1992 il enregistre un duo avec Thomas Anders : Standing Alone.
Après deux titres solo, il s'essaie à deux nouveaux duos, l'un avec Bobby Brown (futur époux de Whitney Houston), l'autre avec Ray Parker Jr, qui passent inaperçus en France, mais lui fournissent deux gros tubes aux États-Unis.

## Discographie

### Albums
- Glenn Medeiros (1987)
- Not Me (1988)
- Glenn Medeiros (1990)
- It's Alright to Love (1993)
- The Glenn Medeiros Christmas Album (1993)
- Sweet Island Music (1995)
- Captured (1999)
- Me (2003)
- With Aloha (2005)

### Singles
| Année | Single                                                | Classements | Classements | Classements | Classements | Classements | Classements | Classements | Classements | Classements | Classements | Album                 |
| Année | Single                                                | US          | US AC       | US R&B      | UK          | FRA         | SWE         | AUT         | NL          | SE          | NOR         | Album                 |
| ----- | ----------------------------------------------------- | ----------- | ----------- | ----------- | ----------- | ----------- | ----------- | ----------- | ----------- | ----------- | ----------- | --------------------- |
| 1987  | Nothing's Gonna Change My Love for You                | 12          | 4           | —           | 1           | 1           | 8           | 12          | 1           | 2           | 2           | Glenn Medeiros        |
| 1987  | Lonely Won't Leave Me Alone                           | 67          | —           | —           | —           | 13          | —           | —           | —           | —           | —           | Glenn Medeiros        |
| 1987  | Watching Over You                                     | 80          | —           | —           | —           | —           | —           | —           | —           | —           | —           | Glenn Medeiros        |
| 1988  | Long and Lasting Love                                 | 68          | —           | —           | 42          | —           | —           | —           | 14          | —           | —           | Not Me                |
| 1989  | Never Get Enough of You                               | —           | —           | —           | —           | 38          | —           | —           | —           | —           | —           | Not Me                |
| 1989  | Un Roman d'amitié (avec Elsa)                         | —           | —           | —           | —           | 1           | —           | —           | —           | —           | —           | Not Me                |
| 1989  | Love Always Find a Reason Reason (avec Ria Brieffies) | —           | —           | —           | —           | —           | —           | —           | 12          | —           | —           | Not Me                |
| 1990  | She Ain't Worth It (avec Bobby Brown)                 | 1           | —           | 43          | 12          | —           | —           | —           | 12          | —           | —           | Glenn Medeiros (1990) |
| 1990  | All I'm Missing Is You (avec Ray Parker Jr.)          | 32          | —           | —           | —           | —           | —           | —           | —           | —           | —           | Glenn Medeiros (1990) |
| 1990  | Me-U Blue (avec The Stylistics)                       | 78          | 35          | —           | —           | —           | —           | —           | —           | —           | —           | Glenn Medeiros (1990) |
| 1993  | Everybody Needs Somebody to Love                      | —           | —           | —           | —           | —           | —           | —           | —           | —           | —           | It's Alright to Love  |

## Filmographie
- 1989 : Karaté Kid 3 de John G. Avildsen